# Parti populaire démocrate-chrétien (Espagne)
Pour les articles homonymes, voir Parti populaire démocrate-chrétien.
Le Parti populaire chrétien-démocrate (en espagnol : Partido Popular Demócrata Cristiano, abrégé en PPDC) est un parti politique espagnole ayant existé pendant la transition espagnole. Le PPDC se présente comme un mouvement démocrate-chrétien et centriste.

## Historique
Le parti populaire chrétien-démocrate résulte de la fusion de la Gauche démocrate-chrétienne (es) —issue d'une scision de la  Gauche démocratique (es) —  présidée par Fernando Álvarez de Miranda, Affirmation sociale espagnole, présidé par José Rodríguez Soler, et du Groupe démocrate indépendant, dirigé par Emilio Carrascal, avec d'autres dirigeants comme Íñigo Cavero et Óscar Alzaga.
Peu de temps après sa création, le PPDC a eu des pourparlers avec le Parti Populaire Démocratique Andalou (es) (PPDA), Gauche démocratique (es) (ID) et le Parti populaire (PP) pour converger en un seul parti chrétien-démocrate, qui n'a finalement pas abouti.
Le 30 décembre 1976, le PPDC conclut une alliance électorale avec l'équipe démocrate-chrétienne de l'État espagnol, qui ne se concrétise pas en raison d'accord ultérieur avec d'autres partis centristes réunis dans la coalition Centro Democrático, le 25 janvier 1977. Le 18 février, le PPDC présente ses statuts pour l'inscription au registre des partis politiques du ministère de l'Intérieur.
Le 4 avril 1977, il fusionne avec l'Union démocratique espagnole pour former le Parti démocrate-chrétien, qui un an plus tard rejoint l'Union du centre démocratique (UCD) d'Adolfo Suárez.